# جوزيف كوب
جوزيف كوب (بالألمانية: Joseph Kopp)‏ هو عالم لغوي كلاسيكي وأستاذ جامعي ألماني، ولد في 16 نوفمبر 1788 في Lohberg ‏ في ألمانيا، وتوفي في 7 يوليو 1842 في إرلنغن في ألمانيا.